# Марсель Тіссеран
Марсе́ль Тіссера́н (фр. Marcel Tisserand, нар. 10 січня 1993, Мо) — конголезький футболіст, захисник клубу «Фенербахче» та національної збірної Демократичної Республіки Конго.

## Клубна кар'єра
Вихованець футбольного клубу «Монако». У дорослий склад перейшов у липні 2013 року, підписавши з клубом професійний контракт. У Лізі 1 дебютував 10 серпня 2013 року в матчі проти «Бордо». Всього протягом сезону 2013/14 Тіссеран зіграв 6 матчів у Лізі 1.
20 січня 2014 року Тіссеран на правах оренди перейшов в «Ланс» до кінця сезону. Дебютував у клубі 27 січня в матчі проти «Осера». 8 березня у матчі проти «Меца» Тіссеран забив свій перший гол у дорослій кар'єрі. Всього до кінця сезону Тіссеран за «Ланс» зіграв 12 матчів у Лізі 2 і один матч в Кубку Франції. Клуб був зацікавлений в придбанні Тіссерана, однак в умовах оренди не було опції з правом подальшого викупу.
25 липня 2014 року Тіссеран був орендований «Тулузою» на один сезон. У клубі дебютував 23 вересня в матчі проти «Ренна». В кінці сезону угоду про оренду було продовжено ще на один рік, також одночасно був продовжений контракт з «Монако» до 2019 року.
31 серпня 2016 року Тіссеран перейшов у німецький клуб «Інгольштадт 04», підписавши чотирирічний контракт. У Бундеслізі дебютував 10 вересня в матчі проти «Герти». Відіграв за інгольштадтський клуб 25 матчів у німецькій першості, після чого у серпні 2017 року був орендований «Вольфсбургом».
2018 року вольфсбурзький клуб уклав з гравцем повноцінний контракт.

## Виступи за збірні
Маючи паспорти Франції і Демократичної Республіки Конго, Тіссеран вирішив представляти збірні ДР Конго. 2012 року дебютував у складі юнацької збірної Демократичної Республіки Конго, взяв участь у 2 іграх на юнацькому рівні.
Протягом 2013—2014 років залучався до складу молодіжної збірної Демократичної Республіки Конго. На молодіжному рівні зіграв у 4 офіційних матчах. У складі збірної до 20 років брав участь у Тулонському турнірі в 2013 році.
25 травня 2016 року дебютував в офіційних іграх у складі національної збірної Демократичної Республіки Конго в товариському матчі проти збірної Румунії.
У складі збірної був учасником Кубка африканських націй 2017 року у Габоні.
Наразі провів у формі головної команди країни 18 матчів.

## Статистика виступів

### Статистика клубних виступів
Станом на 28 листопада 2017
| Сезон              | Команда            | Чемпіонат          | Чемпіонат | Чемпіонат | Національний кубок | Національний кубок | Національний кубок | Континентальні кубки | Континентальні кубки | Континентальні кубки | Інші змагання | Інші змагання | Інші змагання | Усього | Усього |
| Сезон              | Команда            | Ліга               | Ігор      | Голів     | Ліга               | Ігор               | Голів              | Ліга                 | Ігор                 | Голів                | Ліга          | Ігор          | Голів         | Ігор   | Голів  |
| ------------------ | ------------------ | ------------------ | --------- | --------- | ------------------ | ------------------ | ------------------ | -------------------- | -------------------- | -------------------- | ------------- | ------------- | ------------- | ------ | ------ |
| 2013–14            | «Монако»           | Л1                 | 6         | 0         | КЛ+КФ              | 0+0                | 0+0                | -                    | -                    | -                    | -             | -             | -             | 6      | 0      |
| Усього AS Monaco   | Усього AS Monaco   | Усього AS Monaco   | 6         | 0         |                    | 0                  | 0                  |                      |                      |                      |               |               |               | 6      | 0      |
| 2013–14            | «Ланс»             | Л1                 | 12        | 1         | КЛ+КФ              | 0+0                | 0+0                | -                    | -                    | -                    | -             | -             | -             | 12     | 1      |
| 2014–15            | «Тулуза»           | Л1                 | 21        | 0         | КФ+КЛ              | 1+0                | 0                  | -                    | -                    | -                    | -             | -             | -             | 22     | 0      |
| 2015–16            | «Тулуза»           | Л1                 | 33        | 1         | КФ+КЛ              | 1+2                | 0                  | -                    | -                    | -                    | -             | -             | -             | 36     | 1      |
| Усього за «Тулузу» | Усього за «Тулузу» | Усього за «Тулузу» | 54        | 1         |                    | 4                  | 0                  |                      | -                    | -                    |               | -             | -             | 58     | 1      |
| лип.-серп. 2016    | «Монако»           | Л1                 | 1         | 0         | КФ+КЛ              | -                  | -                  | ЛЧ                   | 0                    | 0                    | -             | -             | -             | 1      | 0      |
| Усього за «Монако» | Усього за «Монако» | Усього за «Монако» | 7         | 0         |                    | 0                  | 0                  |                      | 0                    | 0                    |               | -             | -             | 7      | 0      |
| серп. 2016–17      | «Інгольштадт 04»   | БЛ                 | 28        | 0         | КН                 | 0                  | 0                  | -                    | -                    | -                    | -             | -             | -             | 28     | 0      |
| серп. 2017–18      | «Вольфсбург»       | БЛ                 | 9         | 0         | КН                 | 1                  | 0                  | -                    | -                    | -                    | -             | -             | -             | 10     | 0      |
| Усього за кар'єру  | Усього за кар'єру  | Усього за кар'єру  | 110       | 2         |                    | 6                  | 0                  |                      | 0                    | 0                    |               | -             | -             | 116    | 2      |